# Nachal Šelef
Nachal Šelef (hebrejsky: נחל שלף) je vádí v Izraeli, v pahorkatině Ramat Menaše jižně od Haify.
Začíná v nadmořské výšce přes 200 metrů poblíž vesnice Ramat ha-Šofet, kde na úbočích západně od obce vyvěrá pramen Ejn Šelef. Směřuje pak k západu mírně zahloubeným údolím mezi vesnicemi Dalija a Ramot Menaše. Západně od nich pak zprava ústí do vádí Nachal Dalija, které jeho vody odvádí do Středozemního moře. Přes lokalitu poblíž soutoku s Nachal Dalija byl počátkem 21. století postaven úsek dálnice číslo 6, dokončený v červnu 2009.